# Wilhelm Grotkopp
Wilhelm Grotkopp (* 22. Juli 1900 in Kiel; † 17. Mai 1972 in Düsseldorf) war ein deutscher Wirtschaftsjournalist.

## Leben
Grotkopp promovierte 1924 an der Rechts- und staatswissenschaftlichen Fakultät der Universität Kiel. Er war Auslandskorrespondent und Wirtschaftspublizist beim Ullstein-Verlag und 1930 bis 1932 als Herausgeber der Europa-Wirtschaft (dann eingestellt).
In der Zeit des Nationalsozialismus war Grotkopp staatstragend-loyal und betätigte sich in Sachen europäische Großraumwirtschaft als Theoretiker der offiziellen Staatsdoktrin. NS-konform äußerte er sich zu Fragen von Lebensraum und Großraumwirtschaft, für welche unter anderem „rassische“ Gesichtspunkte gelten sollten.
Nach dem Zweiten Weltkrieg war er Düsseldorfer Chefkorrespondent der Vereinigten Wirtschaftsdienste GmbH (VWD). 1966 wurde er mit dem Verdienstkreuz 1. Klasse der Bundesrepublik Deutschland ausgezeichnet.